# Gasterophilus pecorum
Gasterophilus pecorum är en tvåvingeart som först beskrevs av Fabricius 1794.  Gasterophilus pecorum ingår i släktet Gasterophilus och familjen styngflugor. Enligt den svenska rödlistan är arten nationellt utdöd i Sverige. . Arten har tidigare förekommit i Götaland, Gotland och Öland men är numera lokalt utdöd. Artens livsmiljö är jordbrukslandskap. Inga underarter finns listade i Catalogue of Life.